# Иоганн II Фехта
Йоха́ннес II фон Фе́хта (нем. Johannes de Vacata, в качестве рижского архиепископа Иога́нн II (нем. Johann II); род. в XIII веке — скончался после 4 февраля 1294 года) — глава архиепархии Вармия с 1278 по 1285 год; рижский архиепископ с 1286 по 1294 год.

## Биография

### Должность пробста в Риге, первый плен
По всей видимости, Йоханнес происходил из нижнесаксонского города Фехта или, по другой версии, из графства Бентхайм. Впервые в исторической документации встречаются сведения о нём как о канонике Домской церкви в Риге в 1263 году, а в 1266 году он занял пост проректора (пробста). Вскоре в отношениях между архиепископом Альбертом Зуэрбером и магистром Ливонского ордена Отто фон Лаутенбергом возникла напряжённость. Этот конфликт разгорелся в связи с тем, что официальным покровителем рижской архиепархии 21 ноября 1267 года был назначен граф Шверина Гунцелин III, чья кандидатура категорически не устраивала руководство немецких крестоносцев.
В роли защитника Гунцелина выступил архиепископ Альберт Зуэрбер. Также причиной для военного конфликта стал административный раздел недавно покорённых земель земгалов. В итоге войско братства Христова перешло к силовым действиям, и в 1269 году орденский контингент захватил в плен архиепископа Альберта II и его ближайшего сподвижника пробста Домской церкви Иоганна Фехта. Оба высокопоставленных пленника были захвачены в часовне Святого Михаила, после чего перевезены в орденский замок в Сигулде, где их продержали в тюремной башне около двух лет. В связи с длительным пребыванием в заключении архиепископ Альберт и пробст Йоханнес 27 августа 1271 года решили подписать условия освобождения, по которым они передавали половину своих владений в Семигалии Ливонскому ордену. В итоге продолжительный конфликт был исчерпан и оба руководителя архиепископства были отпущены на свободу.

### Избрание архиепископом Вармии
После смерти епископа Вармии Анцельма Майсенского состоялся собор Домского капитула Вармии под руководством Хейнриха фон Флеминга, на котором должны были избрать преемника скончавшегося церковного иерарха Вармии. В результате переговоров, под влиянием архиепископа Иоганна фон Луне, Иоганн Фехта получил епископство Вармии в своё владение. Несмотря на это возникает противодействие в лице Хейнриха фон Флеминга, который тоже стремится занять этот престижный и материально выгодный пост. В связи с путаницей в избрании и интригах в капитуле Иоганн фон Фехта впоследствии неоднократно упоминается в церковной документации как епископ, анти-епископ или бывший епископ.

### Избрание архиепископом Риги, нарушение привилегии Альберта
Вскоре скончался рижский архиепископ Иоганн I, после чего местное отделение собора избрало Иоганна Фехта его преемником. Тем не менее римская курия выразила серьёзные претензии по поводу избрания Иоганна на этот пост. Представители курии не признали результатов выборов, которые были проведены в рамках капитула, заявив, что только папа обладает полномочиями назначать рижских архиепископов, а капитул не имеет избирательных прав. Таким образом, привилегия Альберта 1209 года фактически утрачивала силу. В связи с конфликтом, папа Гонорий IV вынужден был вмешаться и 10 января 1286 года он отдал Иоганну Ригу в качестве митрополии, воспользовавшись своим личным авторитетом. Иоганн отказался от поста, тем самым опровергнув собственное избрание членами капитула, но это было сделано для легитимизации получения титула из рук папы.

### Окончательное подчинение земель пруссов и куршей
Во время пребывания Иоанна на этом посту епархии в исторической области Пруссии Помезании, а также в Самландии (современная территория Земландского полуострова) и Куронии (земли куршей, также покорённые немецкими крестоносцами) обрели официальный юридический статус и были преобразованы в соответствии с условиями Тевтонского ордена.

### Политика отношений с земгалами
С подчинёнными земгалами, земли которых ранее подверглись сокрушительному разорению войсками ордена и архиепископа попеременно, Иоанну на протяжении своего епископата удалось найти общий язык, равно как и с поверженным племенем куршей, которое в итоге вынуждено было признать абсолютное господство немецких феодалов. Хотя в 1287 году земгалы под командованием нового предводителя, преемника Намейсиса, имя которого осталось неизвестным, предприняли мощный набег на Ригу и опустошили Икшкиле, укреплённый торговый центр немецких колонистов. Вскоре состоялось жаркое сражение при Гарозе, в которое архиепископ Иоганн II предпочёл не вмешиваться, наблюдая за баталиями со стороны. В этом сражении погиб ландмаршал ордена Виллекин фон Эндорп, а его армия фактически подверглась уничтожению. Иоанну фон Фехта удавалось сохранять с воинственными земгалами относительно ровные отношения.
Фактически можно утверждать, что в период феодального правления Иоанна фон Фехта окончательно завершилось покорение земель современной Латвии немецкими крестоносцами. В то же время были заложены основы для многолетней распри архиепископов с Ливонским орденом за разделение сфер влияния в рижской католической архиепархии и на всей территории, подчинённой рижской церкви.

### Второй плен, освобождение
Однако вскоре разгорелся спор между Иоганном и его собственными вассалами, который вскоре перешёл в силовую фазу, в результате чего архиепископ был окружён и захвачен в плен уже во второй раз в своей жизни. Позже он был неожиданно освобождён войсками Ливонского ордена по распоряжению магистра Бальтазара Хольте.
В Ригу после своего избрания на пост епископа Кульма в 1292 году прибывает Хейнрих Шенк и встречается с архиепископом Иоганном II, который проводит процедуру его переизбрания и посвящает в епископы, тем самым разрешив интригу с кульмским епископатом. В 1293 году архиепископ Иоганн II продолжает экспансию на восток и основывает мощный каменный замок Мариенгауз на территории современного латвийского города Виляка. До основания немцами каменного форпоста здесь, по всей видимости, располагался деревянный замок Атзеле, опорный пункт бывшего государства латгалов.

### Смерть, преемник
Иоганн фон Фехта скончался после 4 февраля 1294 года. По всей вероятности, его тело было похоронено в Домской церкви в Риге. Его преемником стал Иоганн III фон Шверин.